# Gebhard I. (Querfurt)
Gebhard I. von Querfurt (* um 970; † um 1017) war Herr von Querfurt. 
Er war Sohn des Grafen Brun der Ältere von Querfurt-Schrapelau und der Ida (einer Ekbertinerin?).

## Ehe und Kinder
Er heiratete die Tochter des Burchard IV. im Hassegau
- Ida ⚭ Bernhard Graf von Supplinburg († um 1069)
- Burchard I.